# Bolsjojtheater

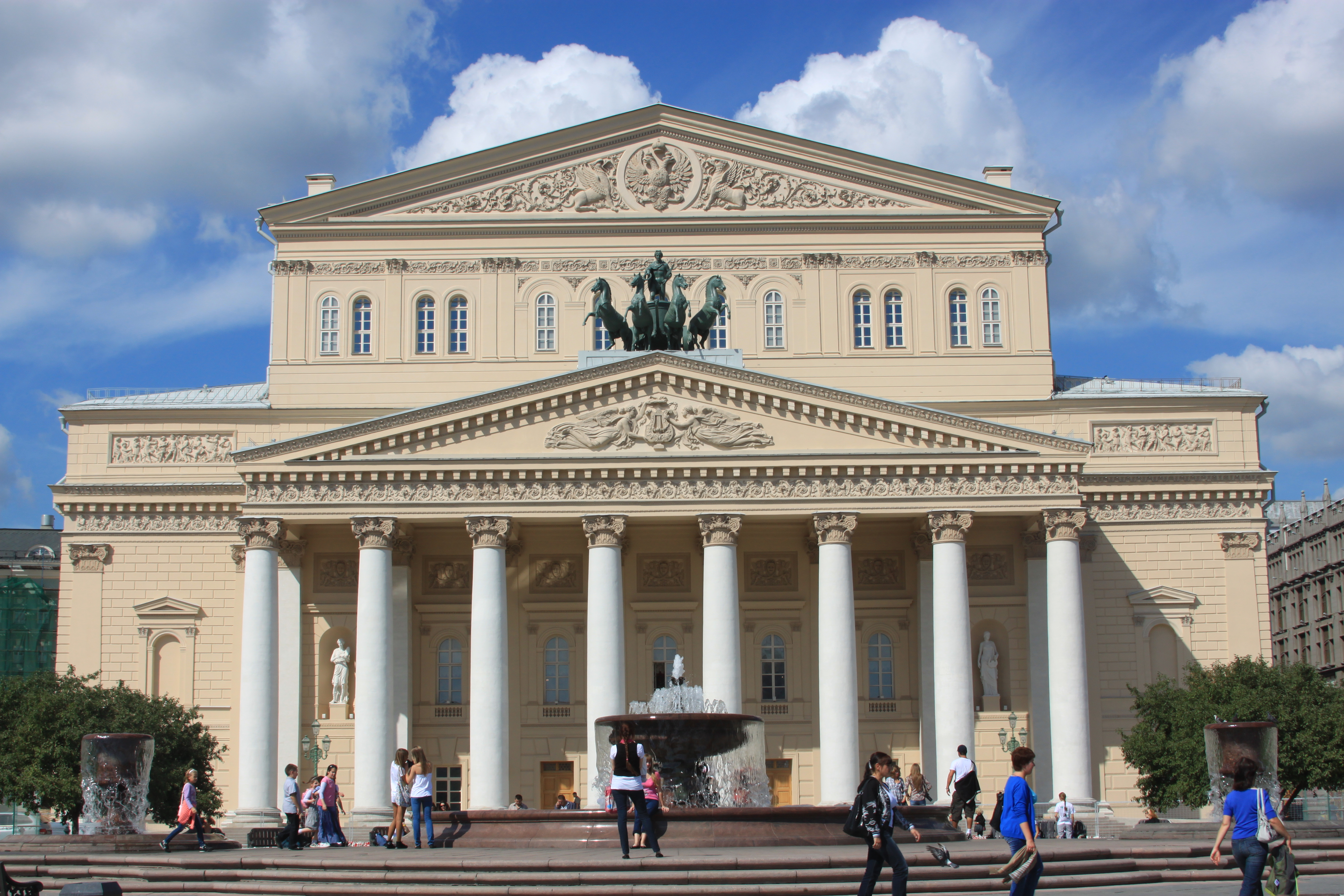
Bolsjojtheater

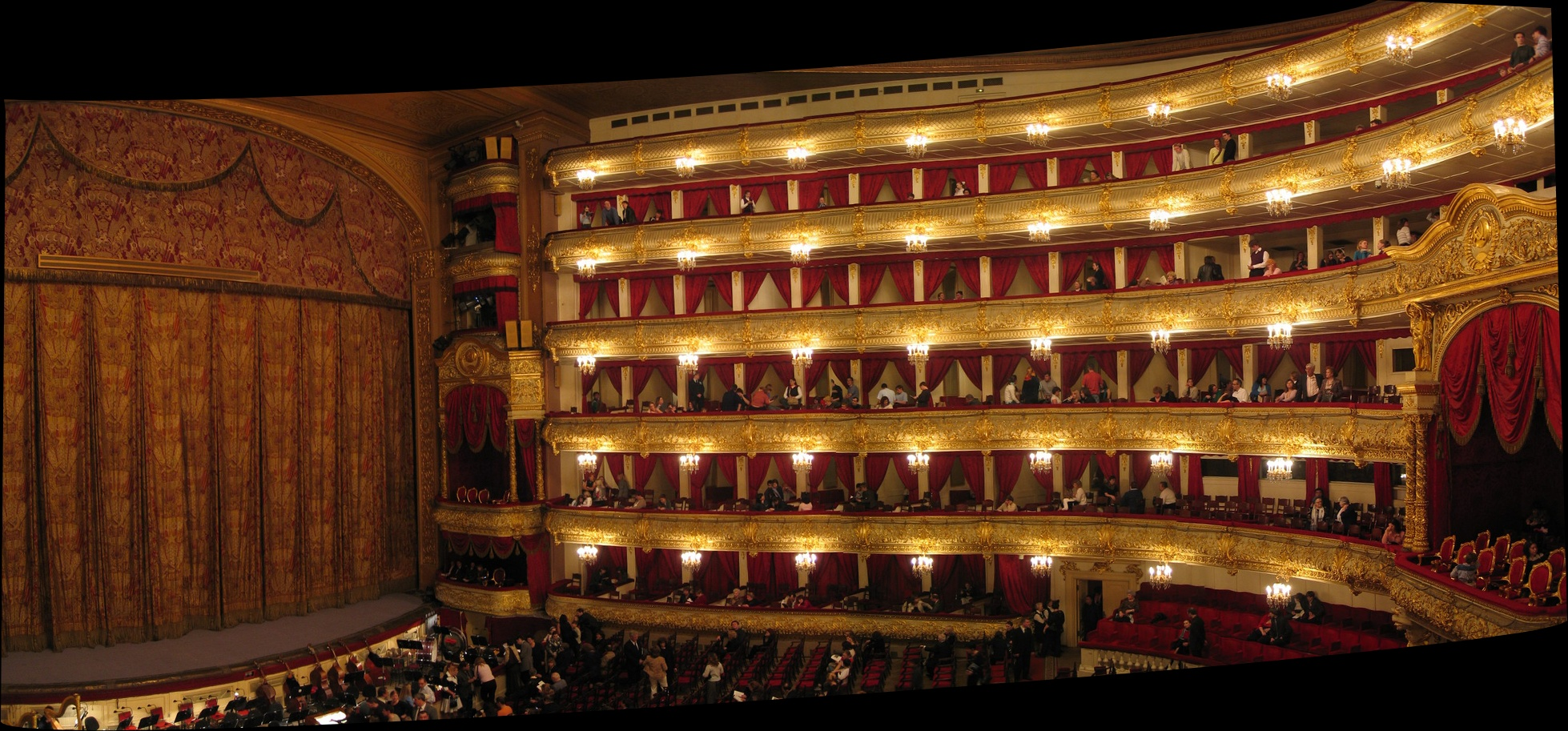
Interieur

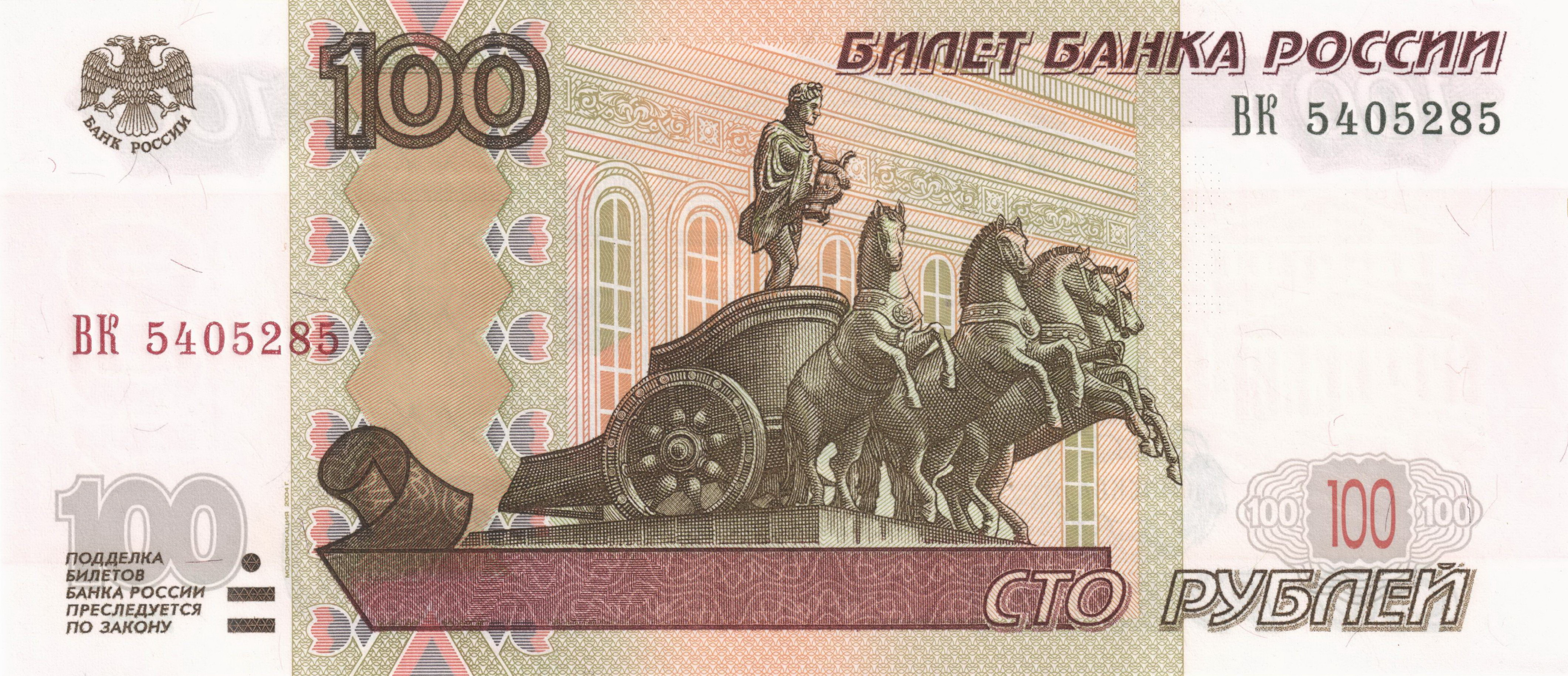
Quadriga op het dak van het theater op een biljet van 100 roebel

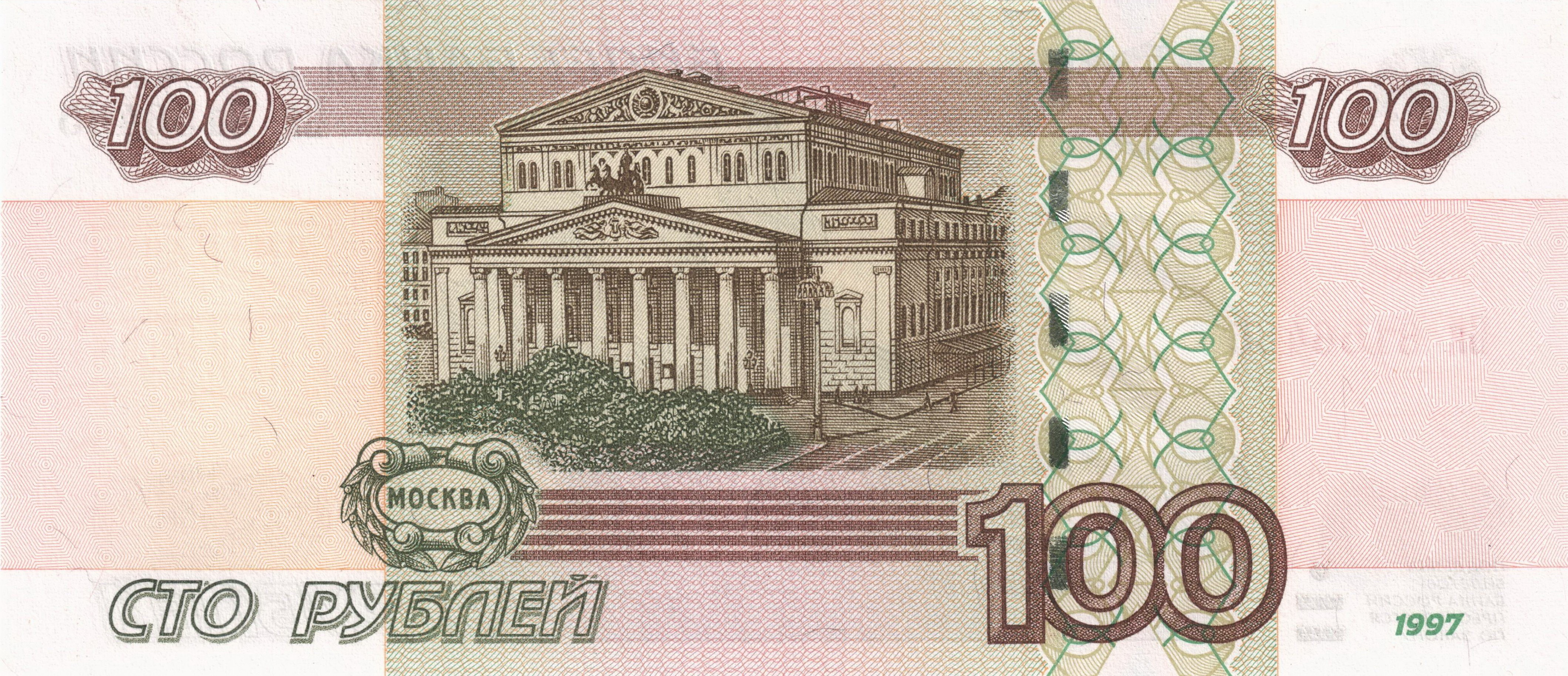
Vooraanzicht van het theater op een biljet van 100 roebel

Het Bolsjojtheater (Russisch: Большой театр, het "Grote Theater") is een theater in Moskou voor balletten en opera. Het is gesitueerd op het Theaterplein vlak bij het Kleine Theater (Малый театр). Het gebouw is ontworpen door de architect Joseph Bové; de gezichtsbepalende quadriga is ontworpen door Peter Clodt von Jürgensburg. Na een brand in 1853, volgde een reconstructie naar ontwerp van Alberto Cavos.
Op 28 oktober 2011 werd het theater opnieuw geopend na een renovatie die zes jaar duurde. De Belgische firma ShowTex leverde de podiumdoeken, de grootste podiumdoeken ooit (anno 2011).

## Bolsjojtheater van Sint-Petersburg
Sint-Petersburg had tussen 1775 en 1886 ook een Bolsjojtheater (Kamennytheater; opgegaan in het Mariinskitheater). Hier staat sindsdien het Conservatorium van Sint-Petersburg.